# التأثير البشري على أنظمة الأنهار
تتشكل العديد من أنظمة الأنهار من خلال النشاط البشري وعبر القوى بشرية المنشأ. إن عملية التأثير البشري على الطبيعة، بما في ذلك الأنهار، منصوص عليها منذ بداية عصر الأنثروبوسين، الذي حل محل الهولوسين. يجري تحليل هذا التأثير طويل المدى وتفسيره من خلال مجموعة واسعة من العلوم، ويأتي في سياق متعدد التخصصات. تتأثر دورة المياه الطبيعية وتدفق التيار وترتبط بالترابط العالمي. الأنهار مكون أساسي في عالم الأرض، وكانت موقعًا مفضلًا للمستوطنات البشرية عبر التاريخ. النهر هو التعبير الرئيسي المستخدم من أجل قنوات الأنهار نفسها، والمناطق المشاطئة، والسهول الفيضية، والمدرجات، والمرتفعات المجاورة التي جرت تجزئتها بواسطة القنوات السفلية ودلتا الأنهار.

## التأثير البشري
إن العلاقة بين البشر والأنهار، التي تمثل بيئات المياه العذبة، معقدة. تعمل الأنهار في المقام الأول كمصدر للمياه العذبة وكمصارف لمياه الصرف المنزلية والصناعية. تأتي عواقب هذا الاستخدام من أنشطة متنوعة، وتجذّر نفسها في أنظمة وممارسات معقدة ومتعددة التخصصات.
عادة ما تنتج التغيرات البيئية في الأنهار عن التنمية البشرية مثل النمو السكاني، والاعتماد على الموارد الأحفورية، والتوسع الحضري، والتجارة العالمية، والانبعاثات الصناعية والزراعية. تشمل الأنشطة البشرية أيضًا عناصر منفصلة مثل استخدام النار، وتدجين النباتات والحيوانات، وتنمية التربة، وإنشاء المستوطنات، والري. جرى تحويل الأنظمة البيئية للأنهار في اتجاه مجرى النهر من نقطة التلوث. لقد غيرت التحولات البشرية الفعالة، هندسة الأنهار، أنظمة الأنهار والأنظمة البيئية.

### هندسة الأنهار
هندسة الأنهار هي فرع من فروع الهندسة المدنية تتعامل مع عملية التدخل البشري المخطط لتحسين الأنهار واستعادتها من أجل تلبية الاحتياجات البشرية والبيئية. باستخدام التقنيات الحديثة وجمع البيانات والنمذجة، يمكن تحسين الملاحة وتقليل التجريف وإنشاء مساكن بيئية جديدة. تتعامل هندسة الأنهار أيضًا مع التحكم بالرواسب والتعرية، والتي يمكن أن تشكل تهديدًا للبشرية من خلال تدمير البنية التحتية، وإعاقة إمدادات المياه، والتسبب في انقطاع كبير للأنهار. ستساعد هياكل التدريب على النهر في تعديل التدفق الهيدروليكي والاستجابة الترسيبية للنهر.
لقد عدل البشر السلوك الطبيعي للأنهار لفترة أطول من التاريخ المُسجَّل. إن إدارة الموارد المائية والحماية من الفيضانات والطاقة المائية ليست مفاهيم جديدة. بغض النظر، لقد تغيرت هندسة الأنهار في القرن الماضي بسبب المخاوف البيئية. زادت كمية وأنواع البيانات المتاحة حول الأنهار، والتي توفر معلومات أكثر فائدة حول سلوك الأنهار وأنظمتها البيئية. إن خبراء الهندسة قادرين على التحليل والتكيف بشكل أكثر وعيًا بالبيئة. ترفع مشاريع استصلاح الأراضي الوعي بالبيئة، على أي حال، يحتاج السكان المتزايدون بسرعة والذين يتحولون إلى الحياة المدنية إلى تزويدهم بما يكفي من موارد المياه والطاقة الكهرومائية، مما يتطلب حلولًا أكثر استدامة.

### تلوث النهر
يحدث تلوث المياه عندما تتلوث المسطحات المائية مثل الأنهار والبحيرات والمحيطات بمواد ضارة. تؤدي هذه المواد إلى تدهور جودة المياه، وتكون سامة للبشر كمستهلكين وكذلك للبيئة. قد يأتي التلوث في نهر ما من مصدر محدد أو غير محدد. أكثر أنواع تلوث المياه السطحية شيوعًا هي الزراعة، والصرف الصحي ومياه الصرف (بما في ذلك جريان مياه الأمطار)، والتلوث النفطي، والمواد المشعة. يستهلك القطاع الزراعي الكثير من المياه العذبة، وهو المصدر الرئيسي لنضوب المياه.

## العواقب
على الرغم من أن هندسة الأنهار قد تحسن سلوك النهر أو تعيقه عن التكيف مع بنيتنا التحتية، وبالتالي تُصنَّف على أنها تأثير إيجابي أو سلبي، إن التلوث بلا شك له تأثير سلبي على بيئتنا. إن العواقب معقدة للغاية ويصعب قياسها وتصنيفها، فغالبًا ما تنطوي الفوائد التي تعود على الجنس البشري على نكسات بالنسبة للبيئة، والعكس بالعكس.

### المؤشرات
المؤشرات التي تجعل التأثير البشري قابلًا للقياس والتقييم الكمي هي: نسبة سطح الماء الاصطناعي، ونسبة كثافة سطح الماء الاصطناعي، وتعطيل نسبة الاتصال الطولي، ونسبة النهر الاصطناعي، وانسيابية القطع الاصطناعي، ونسبة القنوات، ونسبة السدود الاصطناعية، والطريق على طول نسبة النهر، ونسبة نقل الرواسب الاصطناعية، ومؤشر تأثير هيكل النهر المتكامل. 

### تدفق المواد والرواسب
من خلال التأثير بشري المنشأ، قد تغير تدفق الأنهار التي تدخل البحر، ولها تأثير قوي على البيئات الساحلية والجروف القارية. 

### الصرف
أدى الاستخدام البديل للأراضي وإزالة الغابات والتشجير والأنواع المختلفة من هندسة الأنهار إلى تغييرات في العمليات الهيدرولوجية مثل الصرف. قد يؤدي نشاط التعدين غير القانوني المتنامي بسرعة، على سبيل المثال، إلى تغيير بنية التربة، وتدرج الضغط بين تدفق التيار والمياه الجوفية والغطاء النباتي، وبالتالي يؤدي إلى زيادة أو انخفاض الصرف. في جنوب غانا في حوض نهر برا السفلي، تصل نسبة تغير الصرف المرتبط بالنشاط البشري إلى نحو 66%. استفاد الوجود البشري والبنية التحتية من إدارة الأنهار، من خلال تغيير الأنهار وتقويمها لجعل الأرض القيمة حولها أكثر قابلية للعيش.

### جودة المياه
يؤدي استهلاك المياه الملوثة إلى العديد من الوفيات.  عام 2015، توفي 1.8 مليون شخص في جميع أنحاء العالم بسبب تلوث المياه، ومرض أكثر من مليار شخص. المجتمعات ذات الدخل المنخفض ودول العالم الثالث معرضة للخطر بشكل خاص لأنها غالبًا ما تعيش بالقرب من الصناعات ذات الانبعاثات العالية. تنتشر الأخطار مثل العوامل الممرضة المائية والأمراض المنقولة عن طريق المياه بسرعة في المسطحات المائية مثل الأنهار وتشكل تهديدًا بشكل خاص في دول العالم الثالث التي لا تحتوي على أنظمة معالجة مياه الصرف الصحي.

### النظام البيئي والتنوع البيولوجي
تعد السدود الكبيرة وإنتاج الطاقة المائية جزءًا مهمًا من إمدادات الطاقة الحالية، وتغطي جزءًا كبيرًا من هندسة الأنهار. إن نهج إطلاق كميات صغيرة من المياه من خلال التوربينات يستجيب للطلب المتزايد على الطاقة من المدن سريعة النمو؛ ومع ذلك، فإنه يعمل أيضًا على تسطيح هيدروغرافيا الأنهار، وهو مسؤول عن انخفاض التباين الهيدروليكي الموسمي وفقدان ديناميكيات بناء دلتا إذ تخزَّن الرواسب في الخزان. يفقد مستخدمو ذوو النطاق الصغير لدلتا الأنهار التنوع البيولوجي وإنتاجية النظام البيئي الذي يعتمدون عليه. يتكون النظام البيئي المائي من سلسلة من الكائنات الحية التي تعتمد على بعضها البعض. عندما يتسبب التلوث في ضرر لكائن حي واحد فقط، يمكن أن تبدأ هذه العملية تفاعلًا متسلسلًا، وتعرض الموطن المائي بأكمله للخطر. عندما يحرّض تكاثر العناصر المغذية الجديدة نمو النباتات والطحالب، تنخفض مستويات الأكسجين في الماء. تخنق هذه العملية، المعروفة باسم التخثث، النباتات والحيوانات، وتؤدي إلى مناطق ميتة أي مواطن مائية بدون أي حياة. إن المواد الكيميائية والمعادن الثقيلة الناتجة عن مياه الصرف الصناعي تكون أيضًا سامة للحياة المائية. قد تقصر من عمر الكائن الحي وقدرته على التكاثر مع تعريض البشر أيضًا للخطر، بما أن البشر قد يتغذون على هذه الكائنات، فأي آثار سامة على هذه الكائنات قد تؤثر سلبًا على البشر.

### التأثيرات العالمية والاجتماعية
لطالما كانت الأنهار مصدرًا موثوقًا للمجتمعات البشرية. لقد كانت مكانًا مفضلًا للمستوطنات منذ بدء التاريخ، وما زالت توفر بيئة غنية للمدن الكبيرة. تمتد العديد من طرق التجارة على طول الأنهار، وتبني روابط عالمية.